# 2014 у Тернопільській області
| Роки в Тернопільській області: ← · 2000 · 2001 · 2002 · 2003 · 2004 · 2005 · 2006 · 2007 · 2008 · 2009 · 2010 · 2011 · 2012 · 2013 · 2014 · 2015 · 2016 · 2017 · 2018 · 2019 · 2020 · 2021 · 2022 · 2023 · 2024 · 2025 Див. також: XIX століття · XX століття |

## Міста-ювіляри
- 865 років (1149) з часу першої письмової згадки про м. Шумськ.
- 570 років (1444) з часу першої письмової згадки про м. Ланівці.
- 560 років (1454) з часу згадки м. Монастириська з магдебурзьким правом.

## Річниці

### Річниці заснування, утворення
- 22 жовтня — 260 років від привілею короля про створення гімназії оо. Василіян при Бучацькому монастирі.
- 28 лютого — 30 років тому створено Тернопільську обласну організацію Національної спілки письменників України (1984).
- 15 квітня  — 60 років тому Тернопіль звільнено від німецьких окупантів (1944).
- 24 червня — 30 років із часу відкриття Бережанського музею книги (1984).

### Річниці від дня народження
- 1 січня — 70 років від дня народження українського поета, драматурга, громадського діяча Левка Крупи (1944—2000).
- 10 січня — 120 років від дня народження української художниці Ярослави Музики (1894—1973).
- 1 лютого — 190 років від дня народження українського етнографа та фольклориста Гната Гальки (1824—1903).
- 4 березня — 80 років від дня народження українського вченого-економіста, поета, громадського і господарського діяча Володимира Вихруща (1934—1999).
- 15 березня — 110 років від дня народження українського вченого, фізика-теоретика Зенона Храпливого (1904—1983).
- 21 березня — 160 років від дня народження українського письменника, громадського діяча Павла Думки (1854—1918).
- 15 травня — 160 років від дня народження українського біохіміка, гігієніста та епідеміолога, громадсько-політичного й освітнього діячя Івана Горбачевського (1854—1942).
- 12 червня — 80 років від дня народження українського священика, протоієрея, літератора о. Григорія Петришина (1934—1998).
- 22 червня — 80 років від дня народження українського актора театру і кіно, режисера, діяча культури, педагога Павла Загребельного (1934—1997).
- 1 липня — 120 років від дня народження українського оперного співака Степана Волинця (1894—1938).
- 7 липня — 110 років від дня народження українського художника Михайла Мороза (1904—1992).
- 7 липня — 230 років від дня народження ботаніка, природодослідника Волині, Поділля, України Вілібальда Бессера (1784—1842).
- 18 липня — 80 років від дня народження українського поета, журналіста Івана Горбатого (1934—1990).
- 22 липня — 90 років від дня народження українського режисера, композитора Анатолія Горчинського (1924—2007).
- 27 липня — 120 років від дня народження українського педагога, перекладача, культурно-громадської діячки Ольги Ситник-Сліпої (1894—1976).
- 10 серпня — 130 років від дня народження українського художника, публіциста, педагога, громадського діяча Якова Струхманчука (1884—1937).
- 24 вересня — 120 років від дня народження українського письменника, літературного критика, композитора Романа Купчинського (1894—1976).
- 29 вересня — 170 років від дня народження українського письменника Осипа Барвінського (1844—1889).
- 8 жовтня —  130 років від дня народження українського письменника Юліана Опільського (1884—1937).
- 28 жовтня — 130 років від дня народження українського письменника, літературознавця, педагога Дмитра Николишина (1884—1950).

## Події
- 20 вересня — в Бучачі відбувся Єпархіяльний Собор на тему: «Жива парафія — місце зустрічі з живим Христом».[1]
- 21 вересня — в Бучачі освячено Прокатедральний храм Благовіщення Пресвятої Богородиці Бучацької єпархії УГКЦ.[1]

## Особи

### Призначено, звільнено
- 13 лютого — розпорядженням Президента України Віктора Януковича:
  - Олега Барчука звільнено з посади голови Заліщицької РДА[2]
- 22 березня — розпорядженням Виконувача обов'язків Президента України Олександра Турчинова:
  - Юрія Пудлика звільнено з посади голови Бережанської РДА[3]
  - Ярослава Верхолу звільнено з посади голови Борщівської РДА[4]
  - Василя Савку звільнено з посади голови Бучацької РДА[5]
  - Ігоря Баниру звільнено з посади голови Гусятинської РДА[6]
  - Івана Демчишина звільнено з посади голови Збаразької РДА[7]
  - Юрія Козіцького звільнено з посади голови Зборівської РДА[8]
  - Дмитра Михайлюка звільнено з посади голови Козівської РДА[9]
  - Юрія Фецовича звільнено з посади голови Кременецької РДА[10]
  - Віктора Морозюка звільнено з посади голови Лановецької РДА[11]
  - Івана Білика звільнено з посади голови Монастириської РДА[12]
  - Руслана Комара-Чорного звільнено з посади голови Підволочиської РДА[13]
  - Степана Бігуляка звільнено з посади голови Теребовлянської РДА[14]
  - Віктора Щепановського звільнено з посади голови Тернопільської РДА[15]
  - Степана Кобіса звільнено з посади голови Чортківської РДА[16]
  - Віктора Садовського звільнено з посади голови Шумської РДА[17]
- 24 березня — розпорядженням Виконувача обов'язків Президента України Олександра Турчинова:
  - Володимира Боднара звільнено з посади голови Підгаєцької РДА[18]
- 4 квітня — розпорядженням Виконувача обов'язків Президента України Олександра Турчинова:
  - Василя Калинюка призначено головою Бережанської РДА[19]
  - Василя Вонсяка призначено головою Бучацької РДА[20]
  - Ігоря Аніловського призначено головою Гусятинської РДА[21]
  - Бориса Шипітку призначено головою Заліщицької РДА[22]
  - Олександра Лазарчука призначено головою Козівської РДА[23]
- 25 квітня — розпорядженням Виконувача обов'язків Президента України Олександра Турчинова:
  - Ярослава Галяса призначено головою Борщівської РДА[24]
- 30 квітня — розпорядженням Виконувача обов'язків Президента України Олександра Турчинова:
  - Марію Павлік призначено головою Монастириської РДА[25]
  - Ігоря Гуля призначено головою Підгаєцької РДА[26]
  - Галину Зелінську призначено головою Теребовлянської РДА[27]
- 6 травня — розпорядженням Виконувача обов'язків Президента України Олександра Турчинова:
  - Івана Друзя призначено головою Лановецької РДА[28]
- 14 травня — розпорядженням Виконувача обов'язків Президента України Олександра Турчинова:
  - Василя Габора призначено головою Шумської районної РДА[29]
- 23 травня — розпорядженням Виконувача обов'язків Президента України Олександра Турчинова:
  - Віталія Ткачука призначено головою Кременецької РДА[30]
  - Віктора Шепету призначено головою Чортківської РДА[31]
- 26 травня — розпорядженням Виконувача обов'язків Президента України Олександра Турчинова:
  - Юрія Горайського призначено головою Збаразької РДА[32]
  - Ігоря Яворського призначено головою Зборівської РДА[33]
  - Руслана Белошицького призначено головою Підволочиської РДА[34]
- 29 травня — розпорядженням Виконувача обов'язків Президента України Олександра Турчинова:
  - Андрія Строєвуса призначено головою Тернопільської РДА[35]
- 20 вересня — розпорядженням Президента України Петра Порошенка:
  - Віктора Шепету звільнено з посади голови Чортківської РДА[36]
- 23 грудня — розпорядженнями Президента України Петра Порошенка:
  - Ярослава Галяса звільнено з посади голови Борщівської РДА[37]
  - Василя Вонсяка звільнено з посади голови Бучацької РДА[38]
  - Олександра Лазарчука звільнено з посади голови Козівської РДА[39]
  - Івана Друзя звільнено з посади голови Лановецької РДА[40]
  - Ігоря Гуля звільнено з посади голови Підгаєцької РДА[41]
  - Андрія Строєвуса звільнено з посади голови Тернопільської РДА[42]
  - Василя Габора звільнено з посади голови Шумської РДА[43]

## Видання
- Енциклопедичний словник Теребовлянщини